# Irving Stoy Reed
Irving Stoy Reed (* 12. November 1923 in Seattle, Washington; † 11. September 2012) war ein US-amerikanischer Mathematiker und Ingenieur. Seine bekanntesten Arbeiten waren die Mitbegründung der Reed-Solomon- sowie der Reed-Muller-Codes.
Reed studierte am California Institute of Technology, wo er 1944 seinen B. S. machte und 1949 mit einem Ph.D. abschloss. Das Thema der Dissertation lautete Quadratic Differential Equations in Banach Spaces and Analytic Functionals. Neben seinen Forschungsarbeiten zur Kodierungstheorie forschte er im Bereich der Elektrotechnik, besonders an Signal- und Bildverarbeitung sowie am Radar. Er gehörte zu dem Team, das das Zielführungssystem MADDIDA für die SM-62 Snark entwickelte – einen der ersten digitalen Computer. Zudem entwickelte er die Register Transfer Language, während er am M.I.T. arbeitete. Von 1963 bis zu seiner Emeritierung im Jahr 1993 lehrte er an der University of Southern California.
Reed war Mitglied der National Academy of Engineering sowie des IEEE. Er bekam 1982 den Claude E. Shannon Award, 1989 die Richard-W.-Hamming-Medaille und 1995 den IEEE Masaru Ibuka Consumer Electronics Award verliehen.